# Srednji Vlašnik
Koordinati:   42°45′46″N, 17°06′43″E
Srednji Vlašnik je majhen nenaseljen otoček v Jadranskem morju. Pripada Hrvaški.
Srednji Vlašnik leži v skupini majhnih otočkov z imenom Vrhovnjaci. Površina otočka meri 0,046 km². Dolžina obalnega pasu je 0,92 km.